# Marijanski jarek
Marijanski jarek je najgloblji poznani del svetovnih oceanov in najnižja točka površja Zemljine skorje. Leži na dnu severozahodnega Tihega oceana, vzhodno od Marijanskega otočja ( 11°21′N, 142°12′E), v bližini otočja Guam. Jarek je meja med dvema tektonskima ploščama, in sicer tam, kjer se Tihooceanska plošča podriva pod Filipinsko ploščo. Globina 10.911 m pod gladino morja je mnogo večja od nadmorske višine Mount Everesta.
Največja globina jarka je 10.911 m pod morsko gladino. Če vzamemo v obzir bližino ekvatorja, to predstavlja oddaljenost 6366,4 km od središča Zemlje. Arktični ocean, katerega globina znaša 4 do 4,5 km, kar pomeni, da je njegova oddaljenost od središča Zemlje približno 6352,8 km, je zato z 13,6 km bližji središču Zemlje.
Odkrila ga je ladja britanske mornarice Challenger II leta 1951. Po njej se tudi imenuje najglobji del jarka, sicer Izzivalčevo brezno (ang. Challenger Deep). Z uporabo odboja zvoka je Challenger II izmeril globino 10.900 m na kraju s koordinatama  11°19′N, 142°15′E. S slušalkami in štoparico so merili odboj zvoka, torej precej preprosto, a za tiste čase precej točno meritvijo.
Leta 1957 je ruska ladja Vitjaz poročala o izmerjeni globini 11.034 m, vendar pa ponovitve te meritve ni bilo, zato sklepamo, da je bila meritev netočna. Kasneje so večkrat merili tudi Japonci, pri tem pa je bila potrjena globina 10.911 m, izmerjena 24. marca 1995. Tlak na dnu Marijanskega jarka znaša 1086 barov (108,6 MPa).
23. januarja 1960 je batiskaf Trieste ameriške vojne mornarice ob 13:06 dosegel dno in izmeril globino 11.521 m, kar je bilo pri kasnejši reviziji popravljeno na 10.916 m. Pilotirala sta ga poročnik Don Walsh in Jacques Piccard. Za balast sta uporabljala železne krogle, za vzgon pa bencin. Bila sta presenečena, saj sta pri dnu opazila neke vrste rib, kot tudi rake. Od takrat sta dno jarka dosegli le še dve plovili, japonski Kaiko leta 1998 in ameriški Nereus leta 2009. Obe sta bili daljinsko vodeni, tako je Trieste ostal edino plovilo s človeško posadko, ki je doseglo dno. Dosežek je bil ponovljen šele 25. marca 2012, ko je kanadski režiser James Cameron v plovilu Deepsea Challenger dosegel dno in ob tem postavil rekord za najgloblji samostojni potop.